# فيليكس أولوا
فيليكس أوغستو أنطونيو أولوا غاراي (من مواليد 6 أبريل 1951) هو سياسي ومحامي سلفادوري أصبح نائب رئيس السلفادور في 1 يونيو 2019.